# Estación de Viena Mitte

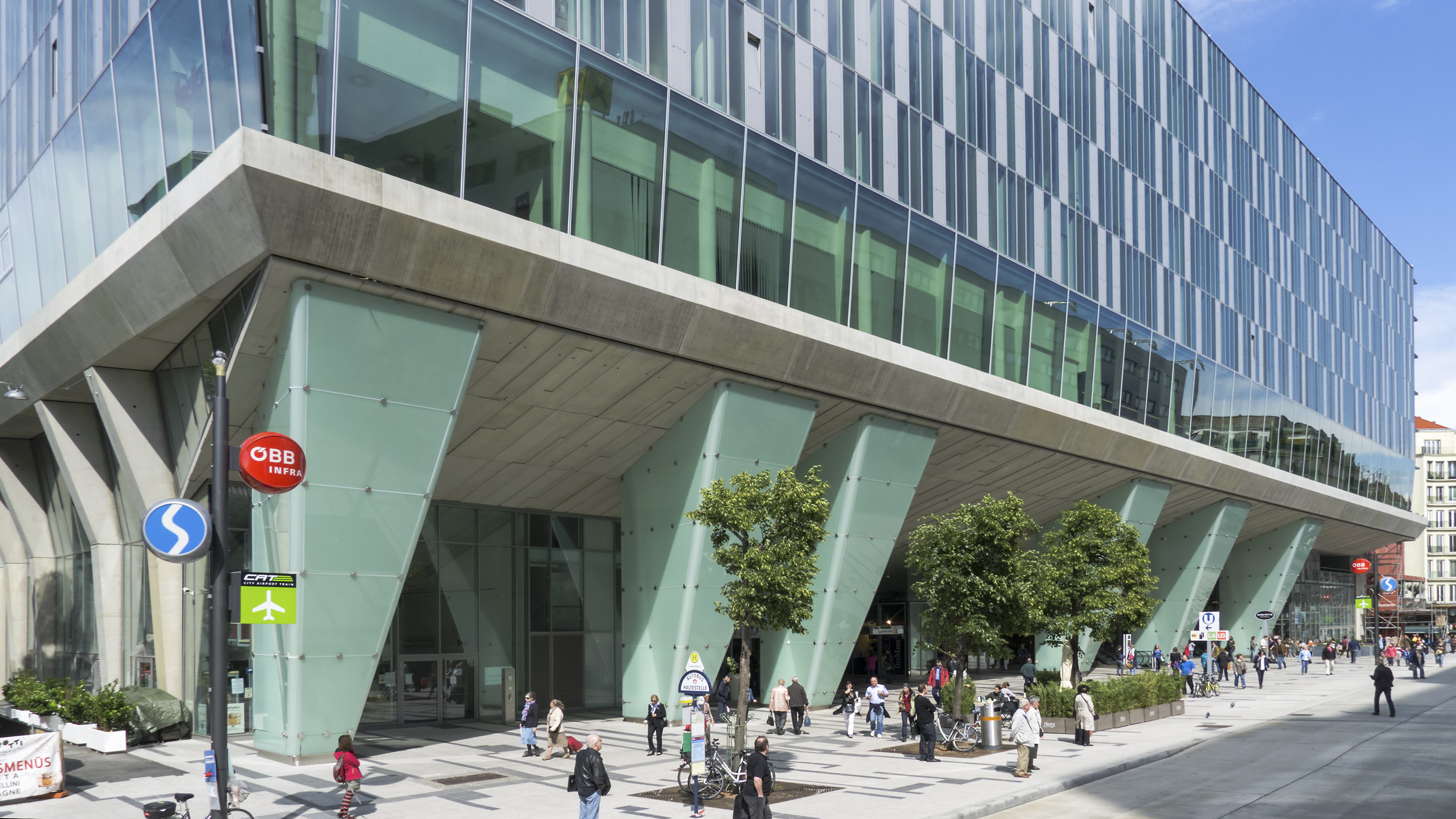
Estación Wien Mitte

Wien Mitte es una estación ferroviaria localizada en el centro de Viena y que da servicio a las operadoras férreas de la ÖBB (cercanías) y del U-Bahn de Viena. La estación sirve de lanzadera del City Airport Train con el aeropuerto.

## Historia
La estación está localizada en la calle Landstraẞer Hauptstraẞe. Fue inaugurada en la década de los 50 del siglo XVIII. Entre 1899 y 1901 fue remodelada con el fin de conectar el edificio con el tranvía, el cual transcurría bajo tierra. En 1962 se pudo acceder al S-Bahn por vez primera, en aquel entonces la estación recibía el nombre de Landstraẞe, el cual sigue a día de hoy en la sección del U-Bahn. En cuanto a la parte principal, fue renombrada por el de Wien Mitte, cuando pasó a ser una parada para los ferrocarriles internacionales tras la construcción de la estación Wien Franz-Josefs Bahnhof.
Entre los años 2007 y 2013 se volvieron a remodelar la estación ampliando los servicios de la U-Bahn.